# Hurrungane

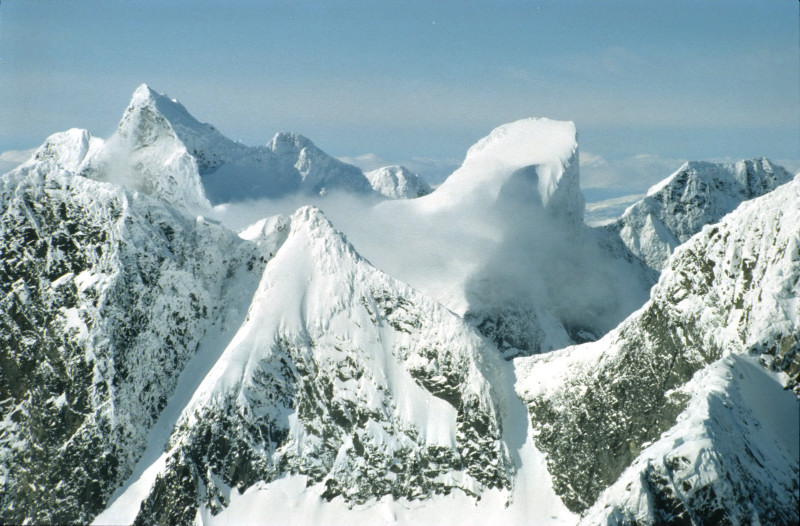
Le Store Austanbotntind (à gauche), le Store Ringstind et le Soleitindane vus depuis le Store Skagastølstind (ou Storen)

Le Hurrungane est un massif de montagnes situé en Norvège. Il compte 23 pics de plus de 2 000 mètres.
- Store Skagastølstinden (Storen) (2 405 m)
- Store Styggedalstinden (2 387 m)
- Jervvasstind (Gjertvasstind) (2 351 m)

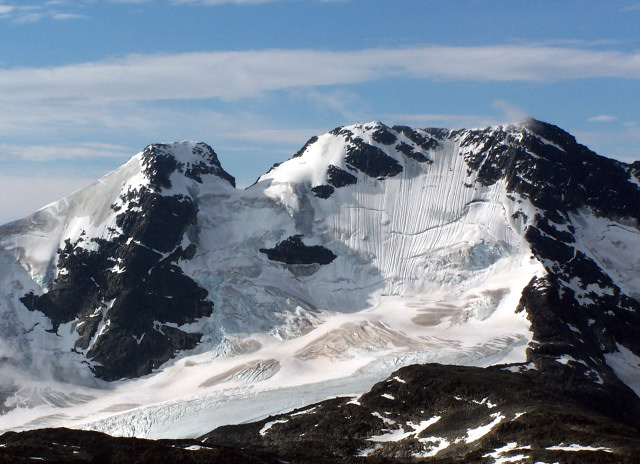
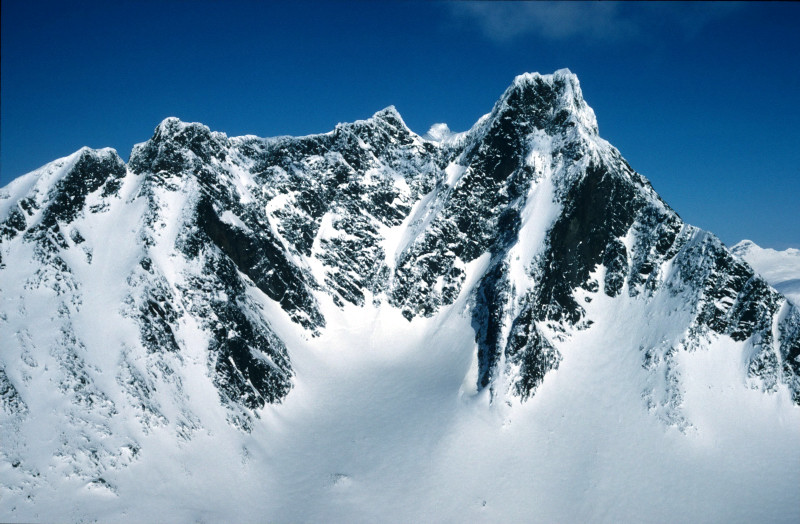

- Sentraltind (2 348 m)
- Vetle Skagastølstind (2 340 m)
- Midtre Skagastølstind (2 284 m)
- Skagastølsnebbet (2 222 m)
- Store Austanbotntind (2 202 m)